# بایو-لو-پان
بایو-لو-پان (به فرانسوی: Bailleau-le-Pin) یک کمون (فرانسه) در فرانسه است که در اور-ا-لوآر واقع شده‌است. بایو-لو-پان ۱۶٫۵۴ کیلومتر مربع مساحت دارد ۱۷۴ متر بالاتر از سطح دریا واقع شده‌است.